# قزيمة
القزيمة (باللاتينية: Erophila) جنس نباتي من الفصيلة الصليبية يضم أربعة أنواع مقبولة ومثلها لم يحسم أمرها بعد.

## من أنواعهاالواطنةفي الوطن العربي
- قزيمة جلج (باللاتينية: Erophila gilgiana) في بلاد الشام
- القزيمة الربيعية (باللاتينية: Erophila verna) في بلاد الشام
- القزيمة الشويكية (باللاتينية: Erophila setulosa) في بلاد الشام
- القزيمة الصغرى (باللاتينية: Erophila minima) في بلاد الشام